# Ацетат свинца(IV)
Ацета́т свинца́(IV) или тетраацета́т свинца́ — металлоорганическое соединение с химической формулой (CH3CO2)4Pb, которая часто сокращается как Pb(OAc)4, где Ac — ацетатная группа. Это бесцветное твердое вещество, растворимое в неполярных органических растворителях. Он разлагается под воздействием влаги и обычно хранится с добавлением уксусной кислоты. Используется в органическом синтезе.

## Структура
В кристаллической структуре ацетата свинца(IV) центральный атом свинца координирован четырьмя ацетат-ионами. Каждый ацетат-ион действует как бидентатный лиганд, связываясь с атомом свинца через два атома кислорода. Таким образом, координационное число свинца равно 8. Координационный полиэдр, образованный восемью атомами кислорода вокруг атома свинца, имеет геометрию сплющенного тригонального додекаэдра.

## Получение
Тетраацетат свинца обычно получают путем обработки свинцового сурика уксусной кислотой и уксусным ангидридом, поглощим воду:
{\displaystyle {\ce {Pb3O4 + 4Ac2O -> Pb(OAc)4 + 2Pb(OAc)2}}}
Оставшийся ацетат свинца(II) может быть частично окислен до тетраацетата с помощью Cl2 с образованием PbCl2, как побочного продукта:
{\displaystyle {\ce {2Pb(OAc)2 + Cl2 -> Pb(OAc)4 + PbCl2}}}

## Использование в органической химии
Тетраацетат свинца является сильным окислителем, источником ацетилоксигрупп и общим реагентом для получения свинецорганических соединений. Некоторые из его применений в органической химии:
- Ацетоксилирование бензильных, аллильных[7] и α-кислородных эфирных связей C−H, например, превращение диоксана в 2-ацетокси-1,4-диоксан[источник не указан 39 дней].
- Альтернативный реагент брому в перегруппировке Гофмана[8].
- Дегидрирование гидразонов и гидразинов, например, гидразона гексафторацетона до бис(трифторметил)диазометана[9][10].
- Расщепление α-гидроксикислот[11] или 1,2-диолов до соответствующих им альдегидов или кетонов, часто заменяющее озонолиз.
- Реакция с алкенами с образованием γ-лактонов;
- Окисление спиртов, несущих δ-протон, до циклических эфиров[12].
- Превращение 1,2-дикарбоновых кислот или циклических ангидридов в алкены.
- Окислительное расщепление некоторых аллиловых спиртов в сочетании с озоном[13][14]:

- Превращение ацетофенонов в фенилуксусные кислоты[15].
- Декарбоксилирование карбоновых кислот до алкилгалогенидов в реакции Кочи[16].

## Токсичность
Ацетат свинца(IV), как и все соединения свинца, нейротоксичен. Он отрицательно влияет на ткани десен, центральную нервную систему, почки, кровь и репродуктивную систему.